# Fernando Arce (ur. 1980)
Fernando Enrique Arce Ruiz (ur. 24 kwietnia 1980 w Tijuanie) – meksykański piłkarz występujący najczęściej na pozycji pomocnika.
Jego syn Fernando Arce również jest piłkarzem.

## Kariera klubowa
Fernando Arce jest wychowankiem zespołu Club América. W jej barwach nigdy nie zadebiutował jednak w najwyższej klasie rozgrywkowej. W lecie 2000 roku przeszedł do drużyny Irapuato. Następnie w styczniu 2002 roku podpisał kontrakt z zespołem Tiburones Rojos de Veracruz. Kolejnym jego przystankiem był zespół Atlante, gdzie grał od lata 2003 roku. 12 miesięcy później trafił do drużyny Monarcas Morelia, zaś od stycznia 2008 do lipca 2011 występował w grającym w meksykańskiej Primera División Santos Lagunie. Latem 2011 trafił do beniaminka pierwszej ligi, Club Tijuana.

## Kariera reprezentacyjna
Arce w reprezentacji Meksyku zadebiutował w 2003 roku. Pierwszą bramkę strzelił 28 lutego 2007 roku, w wygranym 3:1 meczu towarzyskim przeciwko Wenezueli. Był powołany na Copa América 2007, gdzie jego zespół zajął 3. miejsce oraz na Złoty Puchar CONCACAF 2007, gdzie Meksyk był 2.